# Alcubillas
Alcubillas ist ein Dorf und eine spanische Gemeinde (municipio) mit 418 Einwohnern (Stand: 2024) im Südosten der historischen Landschaft La Mancha in der Provinz Ciudad Real in der Region Kastilien-La Mancha in Zentralspanien.

## Lage und Klima
Alcubillas liegt etwa 95 Kilometer ostsüdöstlich von Ciudad Real in einer Höhe von ca. 805 m. Das Klima ist meist trocken und warm; der spärliche Regen (ca. 499 mm/Jahr) fällt überwiegend in den Wintermonaten.

## Bevölkerungsentwicklung
| Jahr      | 1970 | 1981 | 1991 | 2001 | 2011 | 2021 |
| Einwohner | 1346 | 1012 | 784  | 690  | 562  | 472  |

Infolge der Mechanisierung der Landwirtschaft, der Aufgabe bäuerlicher Kleinbetriebe („Höfesterben“) und der dadurch ausgelösten „Landflucht“ ist die Einwohnerzahl der Gemeinde in der zweiten Hälfte des 20. Jahrhunderts deutlich gesunken.

## Sehenswürdigkeiten
- Burg von Alcobela
- Magdalenenkirche (Iglesia de Santa María Magdalena)

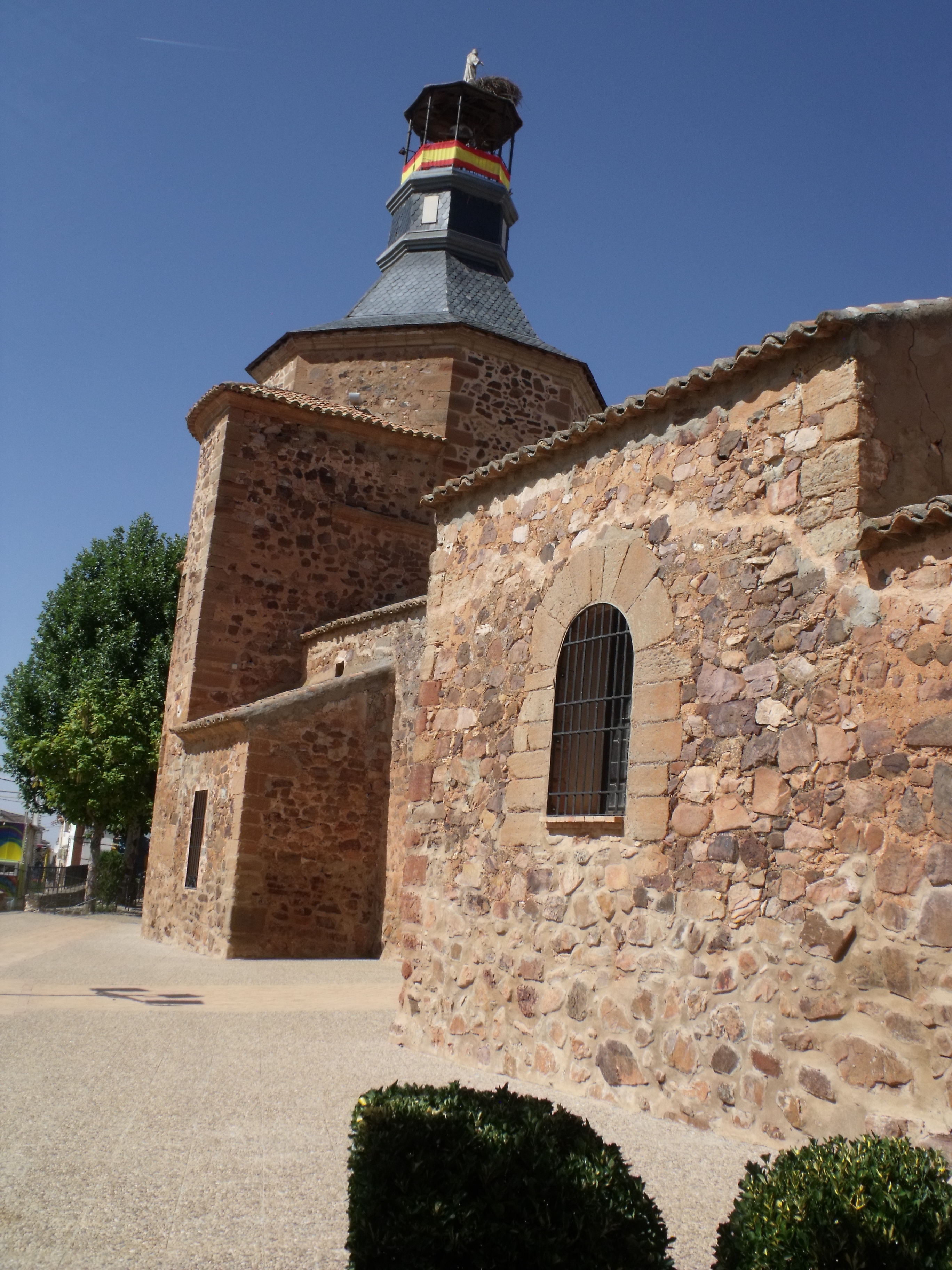
Magdalenenkirche
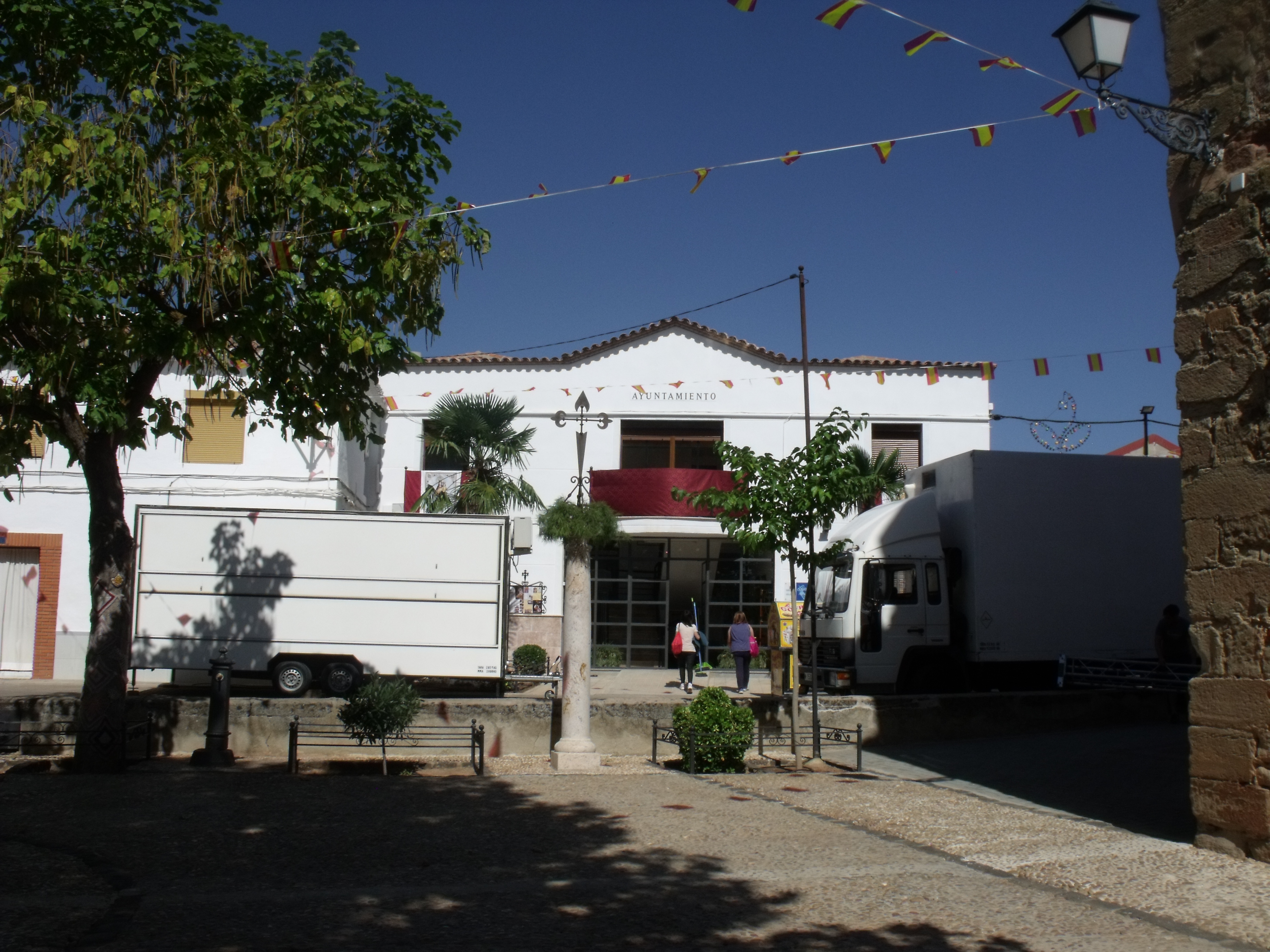
Rathaus